# Malab al-Wehda
Malab al-Wehda (arab. ‏ملعب الوحدة‎) – stadion piłkarski w Zindżibarze, w muhafazie Abjan, w Jemenie. Został otwarty w 2010 roku. Pojemność stadionu wynosi 30 000 widzów. Stadion był, obok stadionu 22 Maja w Adenie jedną z aren 20. edycji turnieju o Puchar Zatoki Perskiej (rozegrano na nim 4 spotkania fazy grupowej).